# Arno Neumann
Arno Neumann (Dresda, 7 febbraio 1885 – Radebeul, 7 marzo 1966) è stato un calciatore tedesco, di ruolo attaccante.